# جودي ديفلن
جودي ديفلن (بالإنجليزية: Judy Devlin) هي لاعبة كرة الريشة بريطانية وأمريكية، ولدت في 22 أكتوبر 1935 في وينيبيغ في كندا.